# Nobila Consoartă Imperială Huixian
Nobila Consoartă Imperială Huixian (n. 1711 – d. 1745, Dongcheng District⁠(d), Beijing, Dinastia Ming) a clanului Gaogya a fost una dintre consoartele Împăratului Qianlong.

## Viață
Viitoarea Nobilă Consoartă Imperială Huixian s-a născut in cel de-al cincizecilea an al domniei Împăratului Kangxi, această dată fiind echivalată cu anul 1711 (nu se știe data exactă a nașterii). De asemenea, nu se cunoaște nici când a intrat ea în Orașul Interzis însă la data de 4 aprilie 1734, când avea vârsta de 22 de ani, primește rangul de Consoarta Secundară, apoi la 23 ianuarie 1738 este numită Nobilă Consoartă, iar pe 23 februarie 1745 devine Nobilă Consoartă Imperială. Însă doar două zile mai târziu, pe data de 25 februarie 1745, la vârsta de 33 sau 34 de ani, Nobila Consoartă Imperială Huixian a decedat. Ea nu a avut niciun copil.

## Familie
- Mamă : Doamna Chen
- Tată : Gao Bin (n. 1683 - d. 1755)
- Un frate mai tânăr
- Trei surori mai tinere

## În ficțiuni și cultura populară
- Portretizată de Fu Chong în : Jiangshan Weizhong (2002)
- Portretizată de Tan Zhuo în : Story of Yanxi Palace (2018)
- Portretizată de Tong Yao în : Ruy’s Royal Love in the Palace (2018)

## Titluri
- Consoartă Secundară (din 4 Aprilie 1734), consoartă de rang trei
- Nobilă Consoartă (din 23 Ianuarie 1738), consoartă de rang trei
- Nobilă Consoartă Imperială (din 23 Februarie 1745), consoartă de rang doi

## Galerie

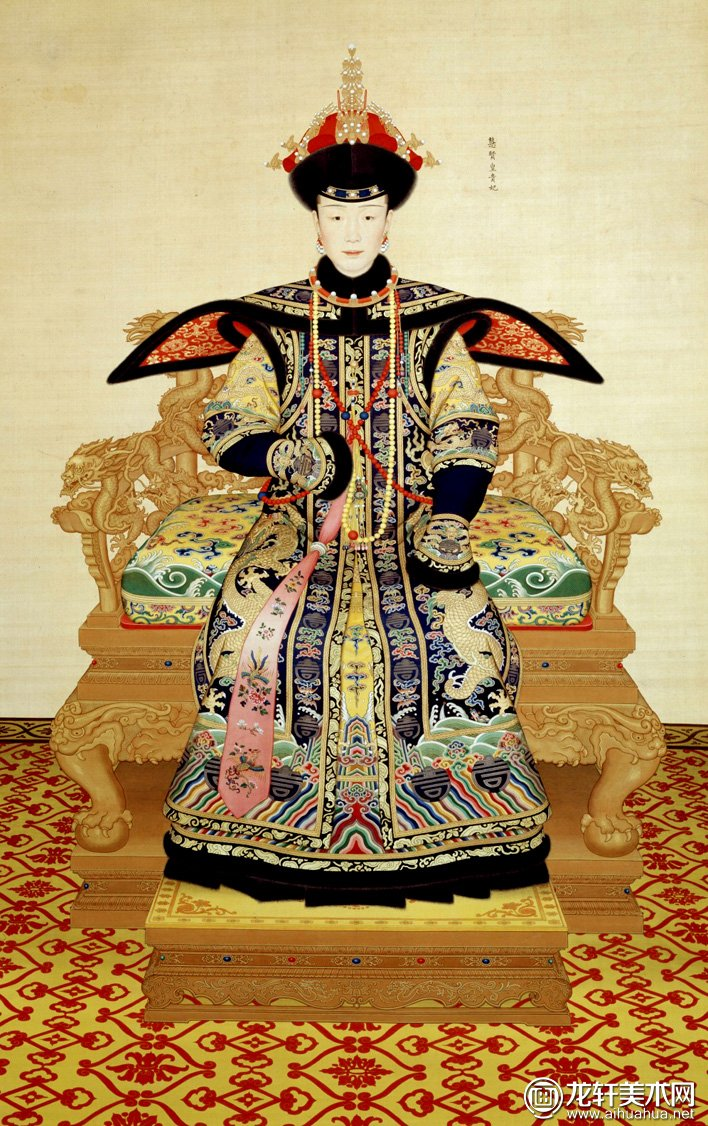
Nobila Consoartă Imperială Huixian in costumul ceremonial
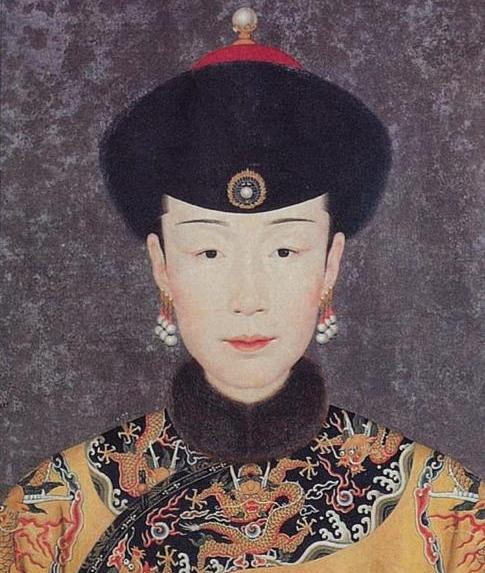
Nobila Consoartă Imperială Huixian in hainele zilnice